# Hafþór Sigrúnarson
Hafþór Sigrúnarson (* 9. Juli 1997) ist ein isländischer Eishockeyspieler, der seit 2018 erneut bei Skautafélag Akureyrar in der isländischen Eishockeyliga spielt.

## Karriere
Hafþór Sigrúnarson begann seine Karriere bei Skautafélag Akureyrar, für das er bereits als 14-Jähriger in der zweiten Mannschaft, Jötnar genannt, in der isländischen Eishockeyliga debütierte. Ab 2012 spielte er auch für Vikingar, die erste Mannschaft des Klubs, mit der er 2013 und 2014 isländischer Meister wurde. In der Spielzeit 2013/14 war er auch im Nachwuchsbereich des norwegischen Erstligisten Sparta Sarpsborg aktiv, für den er überwiegend im U18-Team, aber auch zweimal in der U20-Mannschaft spielte. 2014 wechselte er zum IFK Ore in die schwedische U18-Liga, kehrte aber im Folgejahr zu seinem Stammverein nach Akureyri zurück und gewann mit Skautafélag seinen dritten Meistertitel. 2017 wählten ihn die Kingsville Kings aus der Greater Metro Hockey League beim GMHL Draft in der vierten Runde als insgesamt 102. Spieler aus, er wechselte jedoch nicht nach Kanada, sondern blieb in Europa. Nachdem er die Spielzeit 2017/18 bei Lenhovda IF in der fünftklassigen schwedischen Division 3 verbracht hatte, spielt er seit 2018 erneut für Skautafélag Akureyrar und wurde 2019, 2021 und 2022 abermals isländischer Meister. 2022 war er auch Torschützenkönig der isländischen Liga.

### International
Im Juniorenbereich nahm Hafþór Sigrúnarson mit Island an den U18-Weltmeisterschaften 2013 und 2014 in der Division II und 2015 in der Division III sowie den U20-Weltmeisterschaften 2013, 2014 und 2015 in der Division II und 2016 und 2017 in der Division III teil.
Für die isländische Herren-Nationalmannschaft spielte Hafþór Sigrúnarson erstmals bei der Weltmeisterschaft 2016 in der Division II. Auch 2018, 2019 und 2022 spielte er in der Division II. Zudem vertrat er seine Farben bei der Olympiaqualifikation für die Winterspiele in Peking 2022.

## Erfolge und Auszeichnungen
- 2013 Isländischer Meister mit Skautafélag Akureyrar
- 2014 Isländischer Meister mit Skautafélag Akureyrar
- 2015 Aufstieg in die Division II, Gruppe B, bei der U18-Weltmeisterschaft der Division III, Gruppe A
- 2016 Isländischer Meister mit Skautafélag Akureyrar
- 2019 Isländischer Meister mit Skautafélag Akureyrar
- 2021 Isländischer Meister mit Skautafélag Akureyrar
- 2022 Isländischer Meister mit Skautafélag Akureyrar
- 2022 Torschützenkönig der isländischen Eishockeyliga
- 2022 Aufstieg in die Division II, Gruppe A, bei der Weltmeisterschaft der Division II, Gruppe B